# Katsuō-ji

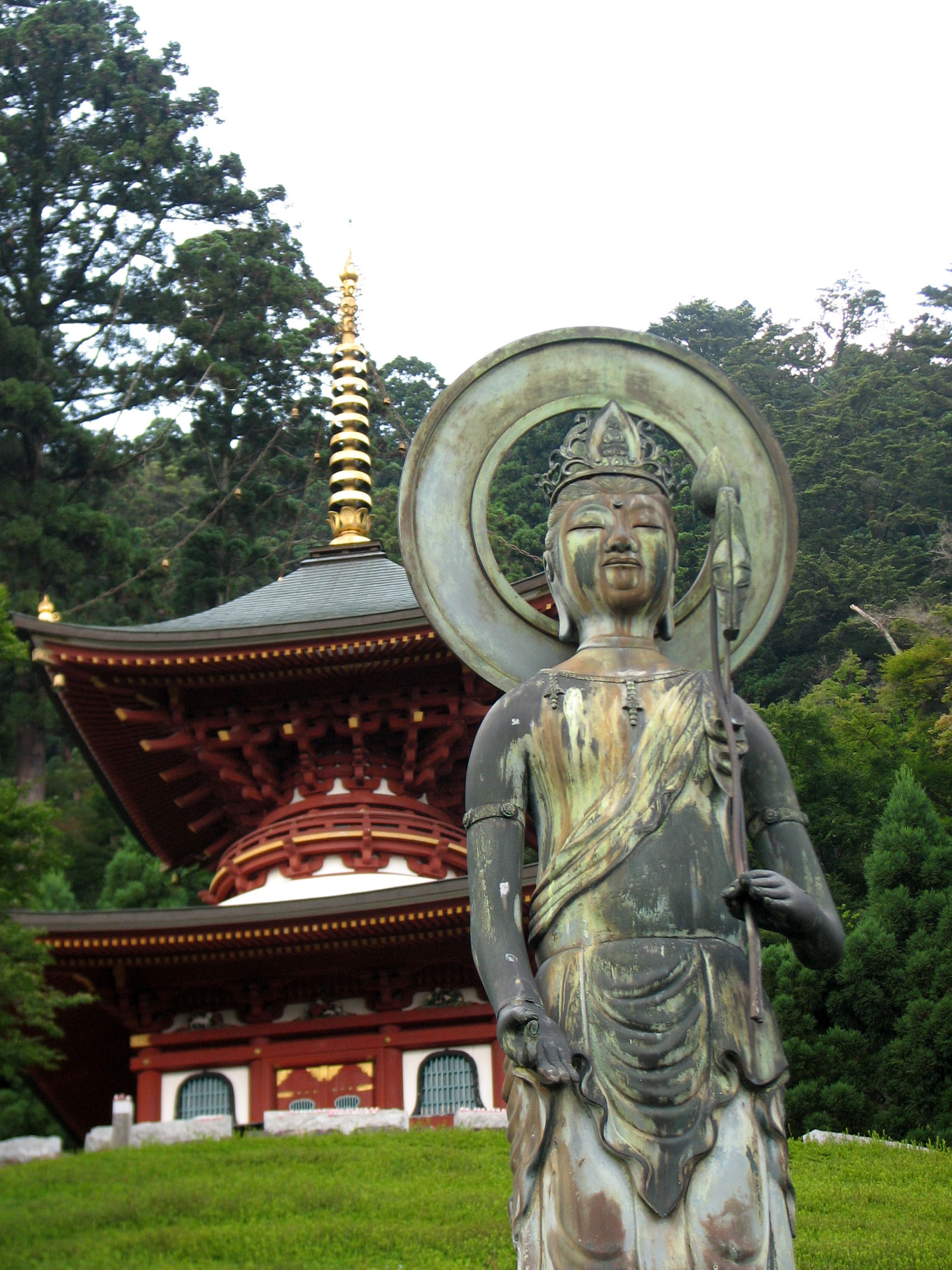
Katsuō-ji i Mizuko Kannon.

Katsuō-ji (勝尾寺) és un temple budista a la ciutat de Minō, al nord d'Osaka, al Japó.

## Història
Segons un fulletó distribuït al temple, el seu nom original és Miroku-ji i va ser erigit l'any 765 per dos monjos, Zenchu i Zensan. El nom de Katsuō-ji li va ser donat per l'emperador Seiwa.
Com molts altres temples, Katsuō-ji va patir un incendi a finals del segle XII, el 1184.
És el pas 23 del pelegrinatge de Kansai Kannon.

## Particularitat de Katsuō-ji
El caràcter 勝 (katsu) significa sobretot "guanyar". Els visitants d'aquest temple poden comprar figuretes de Daruma que contenen missatges de bona (o mala) fortuna. Després poden tornar i deixar el seu Daruma en algun lloc del temple (si el desig es concedeix).

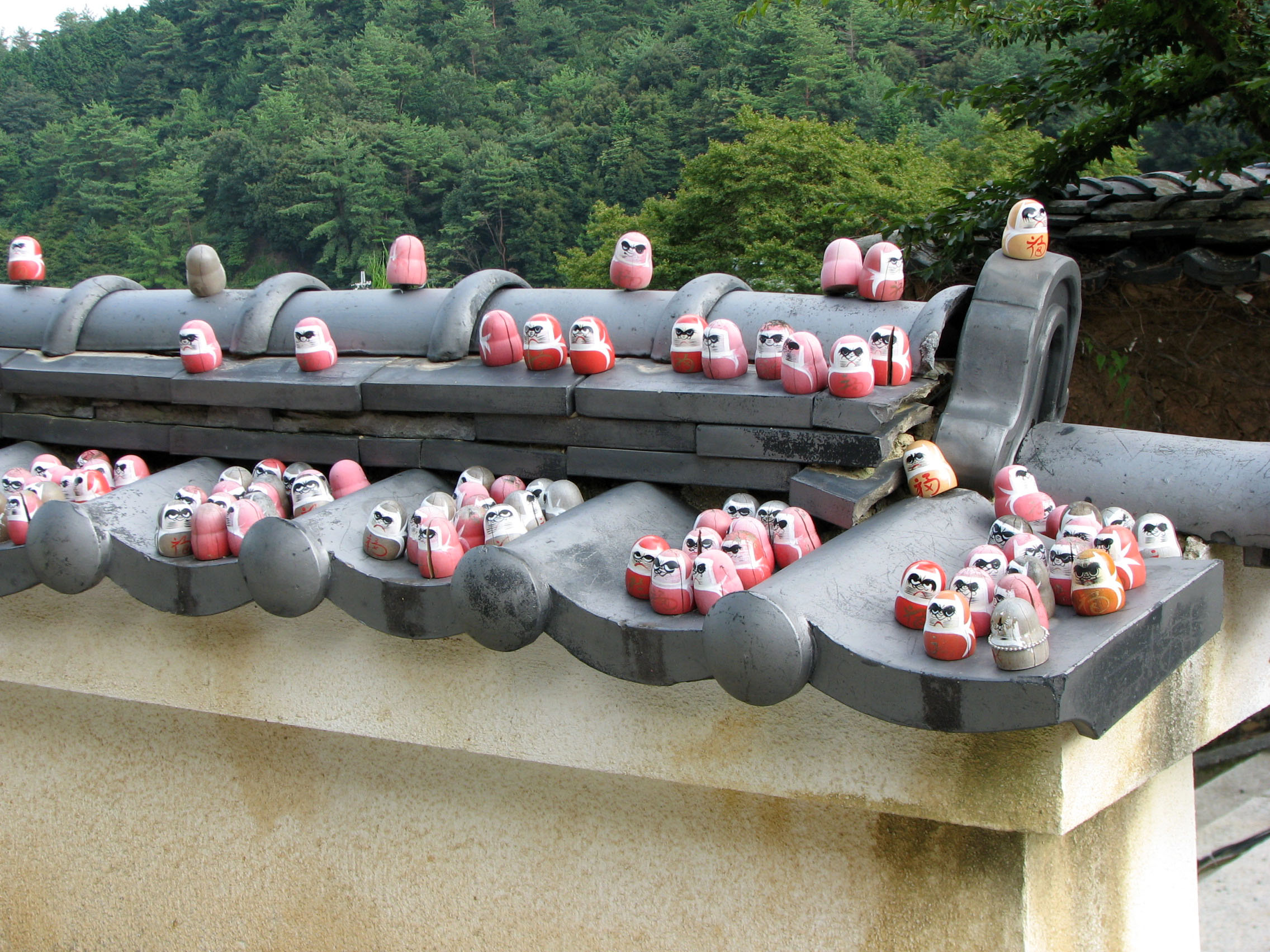
Daruma deixades al temple.